# Echthrus cryptiformis
Echthrus cryptiformis là một loài tò vò trong họ Ichneumonidae.